# Yxsjölidens naturreservat
Yxsjöliden är ett naturreservat i Falkenbergs kommun i Halland.
Reservat är privatägt och består gammal och klenstammig skog.